# Juan Trejo
Juan Trejo Cid (Orizaba, 12 maggio 1927 – Città del Messico, 6 novembre 2012) è stato un pallanuotista messicano.
Ha fatto parte del Messico che ha partecipato al torneo di pallanuoto ai Giochi di Helsinki 1952.
Nel 1954 e nel 1959 ha vinto l'oro ai Giochi centramericani e caraibici.